# اقتصاد کلان
اقتصاد کلان (به انگلیسی: Macroeconomics) شاخه‌ای از علم اقتصاد است که با کارایی، ساختار، رفتار و تصمیم‌گیری اقتصاد در سطح کلان سروکار دارد؛ که این شامل اقتصاد ملی، منطقه‌ای و جهانی می‌شود.
اقتصاد کلان و اقتصاد خرد، یک جفت بخش‌بندی اقتصادی هستند که توسط رگنر فریش ابداع شده‌است و عمومی‌ترین بخش‌بندی در اقتصاد هستند. در مقایسه با اقتصاد کلان، اقتصاد خرد شاخه‌ای از علم اقتصاد است که به مطالعه رفتار اشخاص و بنگاه‌ها در تصمیم‌گیری‌ها و کنش‌ها میان این افراد و بنگاه‌ها در بازارهای به دقت تعریف شده، می‌پردازد.
اقتصاد کلان به مطالعه شاخص‌های تجمعی مثل تولید ناخالص داخلی، نرخ بیکاری، درآمد ملی، شاخص قیمت و رابطه متقابل بین بخش‌های مختلف اقتصاد به منظور درک بهتر چگونگی عملکرد اقتصاد می‌پردازد. اقتصاددانان کلان مدل‌های اقتصادی را توسعه می‌بخشند تا ارتباط بین درآمد ملی، تولید، مصرف، بیکاری، تورم، پس‌انداز، سرمایه‌گذاری، تجارت بین‌الملل و مالیه بین‌الملل را توضیح دهند.
با اینکه اقتصاد کلان یک زمینه گسترده‌ای برای مطالعه است، دو بخش عمده تحقیقاتی وجود دارد که سمبل نظم است: تلاش برای درک سبب و عواقب نوسان کوتاه مدت در درآمد ملی (چرخه تجاری)، و تلاش برای درک عامل تعیین‌کننده رشد اقتصادی (افزایش در درآمد ملی) بلند مدت. مدل‌های اقتصاد کلان و پیش‌بینی آن‌ها توسط دولت‌ها برای کمک به توسعه و ارزیابی سیاست‌های اقتصادی استفاده می‌شود.

## [۳]اهداف
اقتصاد کلان مطالعه رفتار اقتصاد در یک نگاه کلی است. .. هدف‌های اقتصاد کلان در گذشته و امروز گرچه تفاوتهای عمدهای را به ویژه از نظر سیاست‌گذاری‌ها و دخالت دولت‌ها در امور اقتصادی داشته‌است، اما کلیت آنها در جامعه تغییر چندانی نکرده‌است. مهم‌ترین هدف‌های اقتصاد کلان دستیابی یا نزدیک شدن به موارد زیر است:
۱- اشتغال کامل: وضعیتی که در آن بیکاری غیرارادی (نوعاً در مورد نیروی انسانی) وجود نداشته باشد یا در حداقل ممکن و قابل قبول باشد.
۲- ثبات قیمت‌ها: یعنی سیاست‌گذاران اقتصادی با سیاست‌گذاری‌ها و تصمیم‌های خود سعی کنند با اقدامات مناسب طوری عمل کنند که قیمت‌ها (قیمت کالاها، خدمات، عوامل تولید) نوسانات زیادی نداشته باشند.
۳- توزیع عادلانه درآمد در جامعه: دسترسی همه آحاد جامعه به امکانات با تبعیض و تمایز نباشد، به طوری که شکاف‌های موجود بین دهک‌های درآمدی جمعیت کشور کم شود یا حداقل، زیادتر نشود.
۴- رشد و توسعه اقتصادی مداوم: که همان هدف غایی مادی و معنوی همه اقتصادهای دنیاست.

## مفاهیم پایه اقتصاد کلان
اقتصاد کلان شامل مفاهیم و متغیرهای متنوعی است با این حال سه عنوان اصلی برای تحقیقات اقتصاد کلان طرح می‌شود. معمولاً تئوری‌های اقتصاد کلان پدیده‌هایی مثل تولید، بیکاری و تورم را مرتبط می‌کنند. خارج از بحث تئوری‌های اقتصاد کلان این مباحث برای تمام کارگزاران اقتصادی مثل کارگران، مصرف‌کنندگان و تولیدکنندگان نیز مهم است.

چرخه تولید و درآمد ملی

### تولید و درآمد
مجموع مقادیر از هرچیزی که یک کشور در یک بازه زمانی مشخص تولید می‌کند را تولید ملی می‌گویند.
هرچیزی که تولید و فروخته شده مقدار برابری از درآمد را باعث می‌شود، از این رو تولید و درآمد اکثراً معادل در نظر گرفته می‌شوند و اغلب قابل معاوضه هستند. تولید می‌تواند به عنوان درآمد کل اندازه‌گیری شود یا می‌تواند از جنبه تولید نشان داده‌شود و به عنوان مجموع ارزش کالاهای نهایی و خدمات یا مجموع ارزش افزوده در اقتصاد اندازه‌گیری شود.
خروجی اقتصاد کلان معمولاً توسط تولید ناخالص داخلی (GDP) یا یکی دیگر از حساب‌های ملی اندازه‌گیری می‌شود. اقتصاددانان در مطالعه رشد اقتصادی علاقه‌مند به افزایش‌های بلند مدت در تولید هستند. پیشرفت در تکنولوژی، انباشتگی ماشین آلات و دیگر انواع سرمایه و آموزش بهتر و سرمایه انسانی تولید اقتصاد را در طول زمان افزایش خواهد داد. با این حال تولید همواره به‌طور پیوسته رشد نمی‌کند، چرخه‌های تجاری باعث افت در تولید ملی می‌شوند که به این وضعیت رکود گفته می‌شود. اقتصاددانان به‌دنبال آندسته از سیاست‌های اقتصادی کلان هستند که مانع سرخوردن اقتصاد به سمت رکودها شود و اقتصاد را به سمت رشد بلند مدت هدایت کند.

### بیکاری

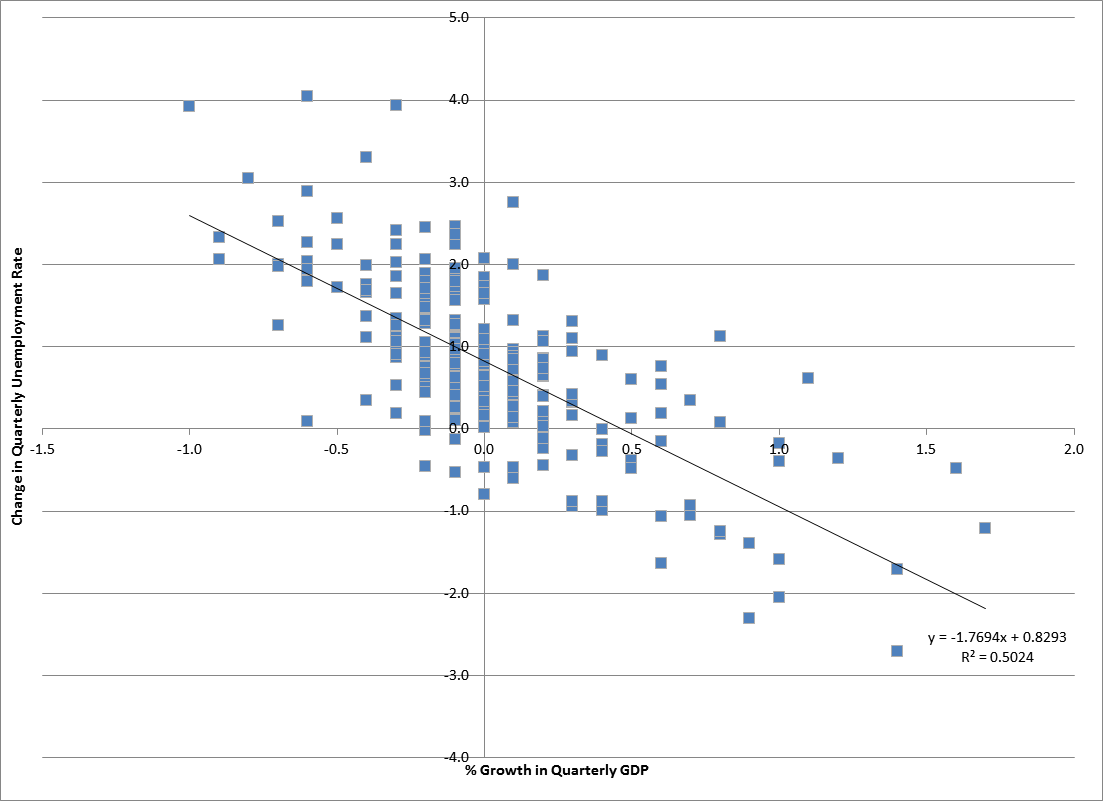
این نمودار با استفاده از داده‌های آمریکا رابطه بین بیکاری و رشد اقتصادی که توسط قانون اوکان بیان شده را نشان می‌دهد.
این رابطه بیکاری دوره‌ای را ثابت می‌کند.
رشد اقتصادی باعث نرخ بیکاری پایین‌تر می‌شود.

مقدار بیکاری در یک اقتصاد توسط نرخ بیکاری اندازه‌گیری می‌شود. نرخ بیکاری درصد کارگران بدون کار نسبت به کل نیروی کار است. نرخ بیکاری در نیروی کار شامل افرادی می‌شود که تمایل به پیدا کردن شغل دارند. افرادی که بازنشسته‌اند، افراد تحت آموزش یا افرادی که از پیدا کردن شغل به‌علت کمبود شغل ناامید شده‌اند در زمره افراد بیکار قرار نمی‌گیرند.
بیکاری خود چندین نوع دارد که هرکدام ممکن است به دلایل مختلفی ایجاد شده باشند.
- تئوری بیکاری کلاسیک بیان می‌کند، بیکاری زمانی اتفاق می‌افتد که دستمزدها برای کارفرمایان آنقدر بالاست که که کارگر بیشتری استخدام نمی‌کنند. تئوری مدرن اقتصادی دیگری بیان می‌کند که دستمزدهای افزایش یافته در واقع بیکاری را به وسیله ایجاد تقاضای بیشتر مصرف‌کننده کاهش می‌دهد. با توجه به این تئوری‌های جدید، بیکاری در اثر کاهش تقاضا برای کالا و سرویس‌های تولید شده توسط کارگران اتفاق می‌افتد و همچنین این تئوری‌ها بیان می‌کنند فقط در بازارهایی که سود نهایی بسیار پایین هستند و در بازارهایی که افزایش قیمت کالا و خدمات را تحمل نمی‌کنند، دستمزدهای بالا باعث بیکاری می‌شود. همگام با تئوری بیکاری کلاسیک، بیکاری اصطکاکی زمانی اتفاق می‌افتد که شغل‌های خالی مناسب برای کارگر وجود دارد اما به‌علت زمانبری جستجو و پیدا کردن این مشاغل اقتصاد به سمت دوره‌ای از بیکاری می‌رود.
- [۵]
- بیکاری ساختاری دربرگیرنده طیفی از دلایل بیکاری مثل عدم تطابق بین مهارت‌های کارگران و مهارت مورد نیاز برای کار، است.[۶] بخش اعظمی از بیکاری ساختاری زمانی اتفاق می‌افتد که اقتصاد در حال‌گذار است و صنایع و کارگرها متوجه می‌شوند که مجموعه مهارت‌های قبلی آن‌ها دیگر مورد تقاضای اقتصاد نیست. بیکاری ساختاری شبیه بیکاری اصطکاکی است از آن جهت که هردو بازتاب مشکل عدم همگام شدن و وصل شدن کارگران با موقعیت‌های شغلی خالی است، اما بیکاری ساختاری زمان مورد نیاز برای تحصیل مهارت‌های جدید به‌علاوه زمان فرایند جستجو کوتاه مدت را هم پوشش می‌دهد.[۷]
- درحالی‌که بعضی از انواع بیکاری صرف نظر از شرایط اقتصاد ممکن است اتفاق بیفتد، بیکاری دوره‌ای زمانی که رشد از حرکت بازمی‌ایستد اتفاق می‌افتد. قانون اوکان رابطه تجربی میان بیکاری و رشد اقتصادی را نشان می‌دهد.[۸] نسخه اصلی قانون اوکان نشان می‌دهد ۳ درصد رشد در تولید منجر به ۱درصد کاهش در بیکاری می‌شود.[۹][نیازمند منبع][کدام؟]

### تورم و کاهش قیمت‌ها

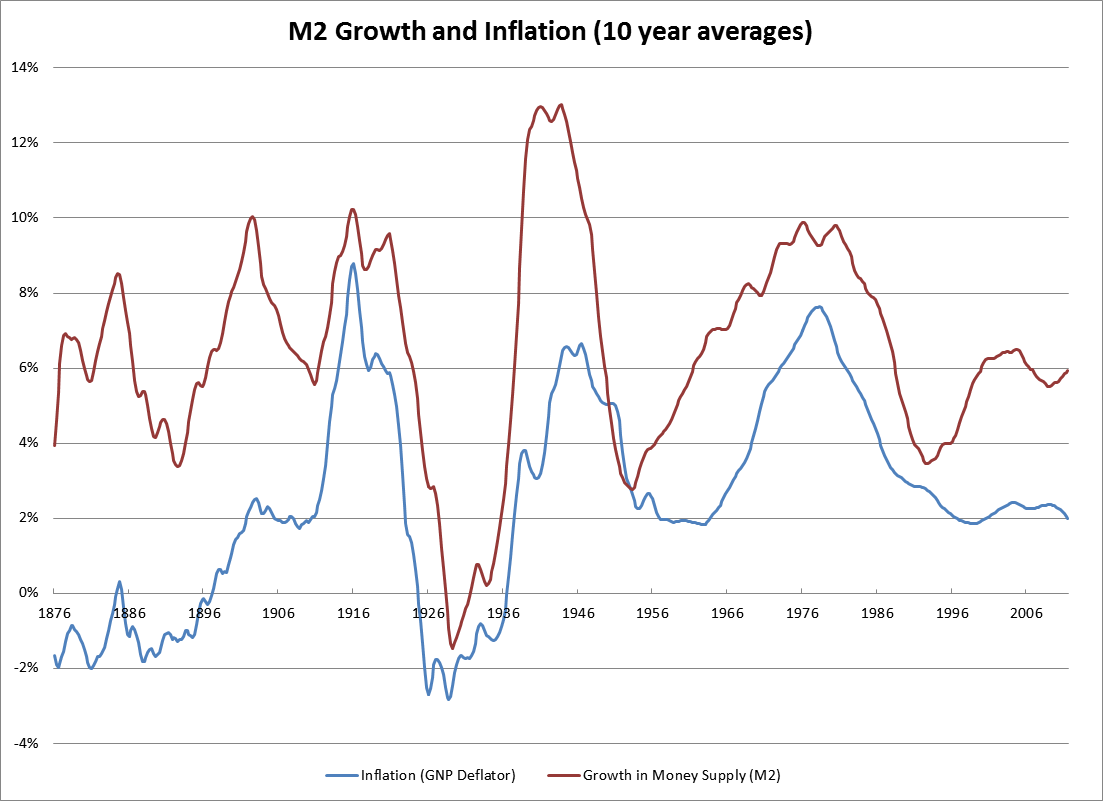
حرکت ۴۰ ساله میانگین تغییرات سطح قیمت و رشد در عرضه پول در آمریکا از تاریخ ۱۸۷۵ تا ۲۰۱۱.
در بلند مدت این ۲ سری رابطه نزدیکی را نشان می‌دهند.

تورم به افزایش سطح عمومی قیمت‌ها در کل اقتصاد گفته می‌شود. زمانی که قیمت کاهش می‌یابد، پدیده تقلیل قیمت‌ها رخ می‌دهد. اقتصاددانان این تغییرات را توسط شاخص قیمت‌ها محاسبه می‌کنند. تورم زمانی که اقتصاد بسیار فعال شده و بیش از اندازه سریع رشد می‌کند اتفاق می‌افتد. به همین منوال کسادی در اقتصاد باعث کاهش قیمت‌ها می‌شود.
بانک‌های مرکزی، کنترل‌کنندگان عرضه پول کشور، سعی بر جلوگیری از تغییر در سطح قیمت‌ها توسط سیاست‌های پولی دارند. افزایش نرخ‌هایی بهره یا کاهش عرضه پول در اقتصاد منجر به کاهش تورم می‌شود. تورم باعث افزایش نااطمینانی‌ها و دیگر عواقب منفی برای اقتصاد می‌شود در عوض کسادی و کاهش قیمت‌ها باعث کاهش تولید اقتصاد می‌شود. بانک‌های مرکزی سعی بر تثبیت قیمت‌ها دارند تا بدینوسیله از اقتصاد در برابر عواقب منفی محافظت کنند.
تغییر در سطح قیمت‌ها نتیجه چندین عامل است. نظریه مقداری پول بیان می‌کند که تغییرات در سطح قیمت‌ها مستقیماً با تغییرات در عرضه پول ارتباط دارد. اکثر اقتصاددانان اعتقاد دارند این رابطه تغییرات بلندمدت در سطح قیمت‌ها را توضیح می‌دهد. نوسان‌های کوتاه مدت اغلب با عوامل مالی ارتباط دارند، اما تغییرات در تقاضا و عرضه کل می‌تواند در سطح قیمت‌ها تأثیرگذار باشند. برای مثال، یک کاهش در تقاضا به‌علت بحران اقتصادی می‌تواند منجر به کسادی و پایین آمدن سطح قیمت‌ها شود. یک شوک منفی بر عرضه اقتصاد مثل بحران نفت باعث کاهش عرضه کل و ایجاد تورم می‌شود.

## مدل‌های اقتصادی

### تقاضای کل–عرضه کل

نمودار مرسوم AS-AD حرکت در منحنی تقاضا کل و همچنین بدون کشش بودن عرضه بلند مدت را نشان می‌دهد.

مدل AD-AS یک مدل استاندارد مورد استفاده کتب درسی و منابع علمی برای توضیح اقتصاد کلان است. این مدل نشان دهنده آن سطح قیمت و تولید حقیقی‌ای است که باعث تعادل میان تقاضای کل و عرضه کل می‌شود. منحنی تقاضای کل دارای شیب منفی است و این بدین معناست که تقاضای بیشتر برای تولید در قیمت‌های پایین‌تر صورت می‌گیرد. شیب منفی نتیجه چندین اثر است: اثر پیگو یا اثر تعادلی واقعی، که بیان می‌کند زمانیکه قیمت‌های واقعی سقوط می‌کنند در نتیجه افزایش تقاضا مصرف‌کننده از کالاها رفاه واقعی افزایش پیدا می‌کند؛ اثر کینز یا اثر نرخ بهره، که بیان می‌کند زمانیکه قیمت‌ها سقوط می‌کند، تقاضا برای پول کاهش می‌یابد و سبب می‌شود نرخ بهره کاهش یابد و قرض گرفتن برای سرمایه‌گذاری و مصرف افزایش یابد؛ و اثر صادرات خالص، که بیان می‌کند وقتی قیمت افزایش پیدا می‌کند، کالاهای داخلی برای مصرف‌کننده خارجی به صورت نسبی گران‌تر می‌شود و باعث کاهش در صادرات می‌شود.
در استفاده کینزی مرسوم از مدل AS-AD، منحنی عرضه کل در مقادیر پایین تولید افقی است و به تدریج با نزدیک شدن به نقطه تولید بالقوه که در ارتباط با اشتغال کامل است بی کشش می‌شود. از آنجایی که اقتصاد فراتر از تولید بالقوه نمی‌تواند تولید کند هرگونه توسعه در تقاضا کل منجر به سطح بالاتر قیمت‌ها به جای سطح بالاتر تولید می‌شود.
دیاگرام AD-AS می‌تواند انواع پدیده‌های اقتصاد کلان از جمله تورم را مدل‌سازی کند.
تغییرات در سطح عوامل غیر از قیمت یا عوامل تعیین‌کننده باعث تغییر در تقاضا کل و جابجایی تمام منحنی تقاضای کل می‌شود. زمانیکه تقاضا از عرضه برای کالاها بیشتر است شکاف تورمی وجود دارد و فشار تقاضا فشار تقاضا رخ می‌دهد که منجر به حرکت منحنی تقاضا به بالا و سطح قیمتی بالاتری می‌شود. وقتی اقتصاد با هزینه‌های بالاتر مواجه می‌شود، تورم ناشی از فشار هزینه اتفاق می‌افتد که باعث حرکت منحنی تقاضا به بالا و سطح بالاتری از قیمت می‌شود نمودار AS-AD به صورت گسترده به عنوان یک وسیله آموزشی برای مدل کردن تأثیرات مختلف سیاست‌های اقتصاد کلان به کار می‌رود.

### IS–LM

در این مثال از نمودار is-lm، منحنی IS به راست حرکت کرده و باعث بالا رفتن نرخ بهره و همچنین افزایش تولید ناخاص داخلی واقعی شده‌اشت.

مدل IS-LM نشان دهنده ترکیبات مختلف نرخ بهره و تولید است که تعادل در بازار پول و بازار کالا را تضمین می‌کند. بازار کالا توسط تعادل در سرمایه‌گذاری و پس‌انداز (IS) نشان داده شده، و بازار پول توسط تعادل مابین عرضه پول و ترجیحات نقدینگی نشان داده می‌شود. منحنی IS مکان هندسی نقاطی است که در آن‌ها سرمایه‌گذاری‌ای که در نرخ بهره داده‌شده به‌دست می‌آید برابر با پس‌اندازیست که در سطح تولید داده‌شده به‌دست می‌آید
شیب منحنی IS منفی است زیرا تولید و نرخ بهره در بازار کالا دارای رابطه معکوس هستند: هرچقدر تولید افزایش یابد، پول بیشتری ذخیره می‌شود، و این اتفاق به این معنی است که نرخ بهره باید پایین‌تر باشد تا سرمایه‌گذاری به اندازه کافی افزایش یابد و با پس‌انداز تطابق پیدا کند. شیب منحنی LM مثبت است زیرا نرخ بهره و تولید در بازار پول دارای رابطه مثبت هستند: هرچقدر تولید افزایش پیدا کند، تقاضا برای پول نیز افزایش پیدا می‌کند که منجر به افزایش نرخ بهره می‌شود.
اغلب از مدل IS-LM برای نشان دادن تأثیرات سیاست‌های پولی و مالی استفاده می‌شود. منابع درسی اغلب از مدل IS-LM استفاده می‌کنند، اما این مدل پیچیدگی‌های مدل‌های مدرن اقتصاد کلان را به تصویر نمی‌کشد.. با این حال این مدل روابط یکسانی را مشابه دیگر مدل‌ها به تصویر می‌کشد.

### مدل‌های رشد
مدل رشد نئوکلاسیک رابرت سولو تبدیل به یک مدل رایج کتب درسی برای تشریح رشد اقتصادی در بلند مدت شده‌است. مدل با تابع تولید آغاز شده و تولید ملی محصول دو عامل معرفی می‌شود: سرمایه و نیروی کار. مدل سولو فرض می‌کند که نرخ استفاده از نیروی کار و سرمایه ثابت است، بدون نوسان‌هایی که معمولاً در بیکاری و استفاده از سرمایه در چرخه‌های تجاری دیده می‌شود.
رشد در تولید، یا رشد اقتصادی، فقط به چند علت اتفاق می‌افتد: افزایش در موجودی سرمایه، جمعیت بیشتر، یا پیشرفت تکنولوژیکی که منجر به تولید بیشتر شود (بهره‌وری کل عوامل). رشد در نرخ پس‌انداز منجر به افزایش موقتی می‌شود زیرا اقتصاد سرمایه بیشتری ایجاد می‌کند که به تولید اضافه می‌کند. اگرچه سرانجام نرخ استهلاک، توسعه سرمایه را محدود می‌کند: پس‌اندازها صرف جایگزینی سرمایه مستهلک می‌شوند و پس‌انداز بیشتری برای توسعه در سرمایه باقی نمی‌ماند. مدل سولو بیان می‌کند رشد اقتصادی از نظر مقدار تولید بر واحد سرمایه فقط بستگی به پیشرفت تکنولوژیکی‌ای دارد که تولید را بالا می‌برد.
در دهه‌های ۸۰ و ۹۰ تئوری رشد درونزا به رقابت با تئوری رشد نئوکلاسیک برخاست. این مجموعه از مدل‌ها رشد اقتصادی را با عوامل دیگری توضیح می‌دهد مثل: افزایش بازگشت به مقیاس سرمایه و یادگیری از طریق انجام دادن، که به صورت درونزا بر آن‌ها تأکید شده‌است به جای بهبود تکنولوژیکی برون نگری که در مدل رشد سولو بر آن تأکید شده‌است.

## سیاست‌های اقتصاد کلان
سیاست‌های اقتصاد کلان معمولاً توسط دو ابزار اجرا می‌شوند: سیاست‌های مالی و سیاست‌های پولی. هرکدام از این دو سیاست برای ثبات بخشی به اقتصاد به‌کار می‌روند که این بدین معناست که اقتصاد به سطحی از GDP ارتقا پیدا کند که منجر به شکل‌گیری اشتغال کامل شود. سیاست‌های اقتصاد کلان بر محدود کردن اثرات چرخه‌های تجاری برای دست‌یابی به اهداف اقتصادی مثل ثبات قیمت، اشتغال کامل و رشد، تمرکز دارد.

### سیاست‌های پولی
بانک مرکزی سیاست‌های پولی را توسط عرضه پول و کمک گرفتن از چندین مکانیزم اجرا می‌کنند. به عنوان نمونه، بانک مرکزی با انتشار پول برای خرید اوراق (یا دیگر دارایی‌ها)، که باعث افزایش عرضه پول و نرخ بهره پایین‌تر می‌شود عمل می‌کند یا در سیاست‌های پولی انقباضی، بانک‌ها اقدام به فروش اوراق کرده و پول را از چرخه خارج می‌کنند. معمولاً سیاست‌ها به‌طور مستقیم عرضه پول را هدف نمی‌گیرند.
بانک‌های مرکزی به منظور دستیابی به نرخ بهره ثابت به‌طور مداوم عرضه پول را جابجا می‌کنند. در مقابل برخی از بانک‌های مرکزی بر هدف قرار دادن نرخ تورم تمرکز می‌کنند و اجازه نوسان به نرخ بهره می‌دهند. بانک‌های مرکزی عموماً سعی بر دستیابی به تولید بیشتر دارند بدون اینکه با اجرای سیاست‌های انبساطی موجب مقدار زیادی تورم شوند.
سیاست پولی مرسوم در مواقعی مثل دام نقدینگی، بی‌اثر است. زمانی‌که نرخ بهره و تورم نزدیک به صفر هستند، بانک‌های مرکزی با ابزارهای مرسوم نمی‌توانند سیاست‌های انبساطی اجرا کنند.

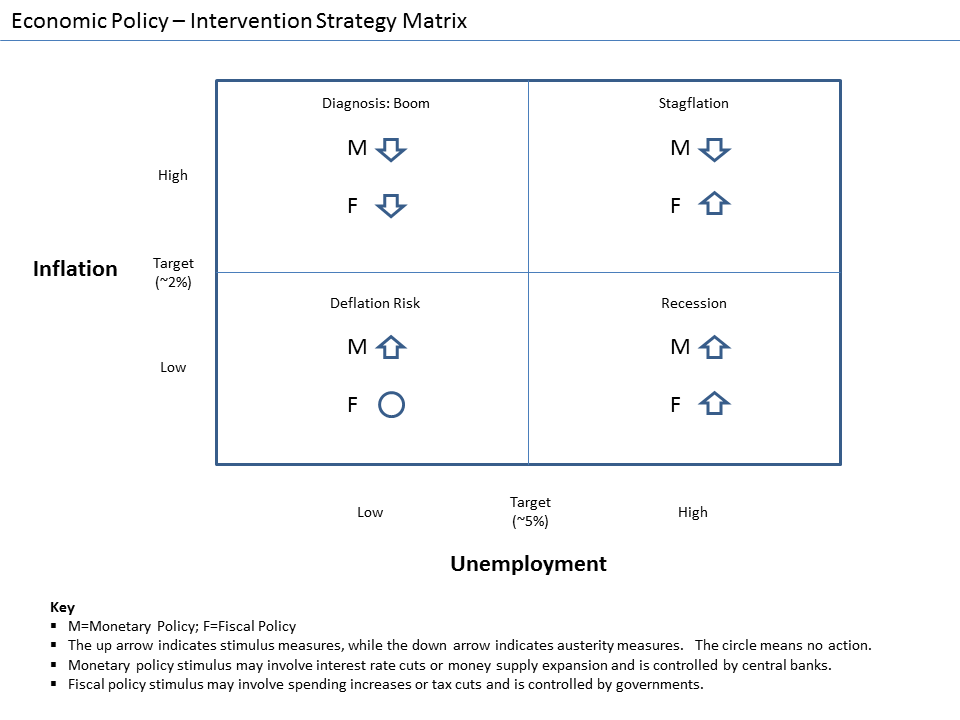
نمونه ماتریس راهبرد مداخله تحت شرایط مختلف

بانک‌های مرکزی می‌توانند از ابزارهای غیر مرسوم مانند تسهیل کمی برای رشد تولید استفاده کنند. بانک‌های مرکزی برای اجرای سیاست تسهیل کمی می‌توانند به جای خرید اوراق دولتی در کنار خرید اوراق دولتی، دیگر دارایی‌ها مثل اوراق شرکت‌های بزرگ، سهام، و دیگر ضمانت‌ها را خریداری کنند. این عمل باعث ایجاد نرخ بهره پایین‌تر برای دسته گسترده‌تری از دارایی‌ها ورای اوراق قرضه دولتی می‌شود. در مثال دیگری برای ابزار پولی غیر مرسوم می‌توان به طرح چرخش اوراق قرضه اشاره کرد که تلاش‌هایی توسط فدرال رزرو ایالات متحده برای انجام آن شده‌است. در مواقعی مثل دام نقدینگی که بانک‌های مرکزی قادر به کاهش نرخ بهره جاری نیستند، فدرال رزرو نرخ بهره بلند مدت را توسط خرید اوراق بلند مدت و فروش اوراق کوتاه مدت و ایجاد منحنی بازده مسطح کاهش داد.

### سیاست‌های مالی
سیاست مالی، استفاده از درآمد و مخارج دولت به عنوان وسیله‌ای برای تأثیرگذاری بر اقتصاد است. نمونه این ابزارها مخارج، مالیات و بدهی است.
برای مثال، اگر اقتصاد کمتر از تولید بالقوه تولید کند، می‌توان مخارج دولت را در راستای به‌کارگیری منابع بی‌استفاده و ارتقا تولید بکار گرفت. البته برای از بردن تمام شکاف تولید نباید از مخارج دولت استفاده کرد. یک اثر فزاینده ای وجود دارد که تأثیر مخارج دولت را افزایش می‌دهد. برای نمونه، زمانی که دولت برای ساخت پل هزینه می‌کند، فقط ارزش افزوده ایجاد پل به تولید اضافه نمی‌شود بلکه به کارگران پل امکان افزایش مصرف و سرمایه‌گذاری را می‌دهد که باعث از بین رفتن شکاف تولید می‌شود.
ممکن است سیاست‌های مالی توسط اثر جانشینی جبری (اثر ازدحام) محدود شوند. زمانیکه دولت اقدام به انجام پروژه‌ها و هزینه برای آن‌ها می‌کند منابع موجود برای بخش خصوصی را محدود می‌کند.
اثر جبرانی زمانی اتفاق می‌افتد که هزینه‌های دولت به‌جای اینکه تولید بیشتر به اقتصاد اضافه کند، به سادگی جایگزین تولید بخش خصوصی می‌شود. اثر جبرانی همچنین زمانی‌که دولت نرخ‌های بهره را بالا می‌برد که باعث محدودکردن سرمایه‌گذاری می‌شود، ایجاد می‌شود. مدافعان محرک‌های مالی ادعا می‌کنند که اثر جایگزینی در مواقع رکود نگران‌کننده نیست زیرا مقادیر زیادی از منابع بی‌استفاده مانده و نرخ‌های بهره پایین هستند. 
سیاست‌های مالی می‌تواند توسط تثبیت‌کننده‌های خودکار به اجرا درآیند. تثبیت‌کننده‌های خودکار دچار مشکل وقفه سیاست‌های مالی احتیاطی نمی‌شوند. تثبیت‌کننده‌های خودکار از مکانیزم‌های مالی مرسوم استفاده می‌کنند اما زمان اثر بخشی آن‌ها وقتی است که اقتصاد دچار رکود می‌شود: هزینه‌ها برای مزایای بیکاری به صورت خودکار زمانی افزایش پیدا می‌کند که بیکاری افزایش پیدا کند و در یک نظام مالیات بر درآمد پیشرو، نرخ مؤثر مالیات زمانی به صورت خودکار پایین می‌آید که درآمدها کاهش یابند.

### مقایسه
اقتصاددانان اکثراً سیاست پولی را بر سیاست مالی ارجح می‌دادند زیرا ۲ مزیت اساسی دارد.
اولاً، سیاست پولی عموماً توسط بانک‌های مرکزی که مستقلاً عمل می‌کنند اجرا می‌شود در مقابل سیاست‌های مالی که توسط نهادهای سیاسی کنترل می‌شود. بانک‌های مرکزی کمتر علاقه به تصمیم‌گیری بر اساس اهداف سیاسی دارند. ثانیاً، سیاست پولی دچار وقفه درونی و وقفه بیرونی کوتاه تری نسبت به سیاست‌های مالی می‌شوند. بانک‌های مرکزی به سرعت می‌توانند تصمیم‌گیری نمایند و تصمیمات خود را اجرا کنند در حالیکه سیاست‌های مالی احتیاطی زمان می‌برند تا تصویب شده و به مرحله اجرا برسند.

## توسعه

### خاستگاه
در آغاز اقتصاد کلان دربرگیرنده دو موضوع اساسی بود: چرخه کسب و کار تئوری و نظریه پولی. نظریه مقداری پول به‌خصوص قبل از جنگ جهانی دوم دارای شهرت زیادی بود. شکل‌های مختلفی به خود گرفت به خصوص نسخه زیر که حاصل کار ایروینگ فیشر است:
{\displaystyle M\cdot V=P\cdot Q}
در یک برداشت خاص از تئوری مقداری، سرعت گردش پول (V) و مقدار کالاهای تولیدشده (Q) می‌بایست ثابت باشند، در نتیجه هر افزایش در عرضه پول (M) مستقیماً منجر به رشد در سطح قیمت (P) می‌شود. تئوری مقداری پول بخش اصلی تئوری کلاسیک اقتصاد بود که در اوایل قرن ۲۰ غالب بود.

### مکتب اتریش
کتاب لودویگ فن میزس، تئوری پول و اعتبار که در سال ۱۹۱۲ چاپ شد یکی از اولین کتاب‌های مکتب اتریش برای بررسی و نظریه‌پردازی در زمینه موضوعات اقتصاد کلان بود. مکتب اتریش در اقتصاد، جریانی فکری است که در پایان قرن نوزدهم و اوایل قرن بیستم در اتریش شکل گرفت. این مکتب بر تحلیل فردگرایانه از اقتصاد تاکید دارد و بر این باور است که رفتار اقتصادی از انتخاب‌های فردی نشات می‌گیرد و این انتخاب‌ها بر اساس ترجیحات شخصی و شرایط منحصر به فرد هر فرد صورت می‌گیرند.

### کینز و پیروانش
اقتصاد کلان، لااقل در فرم مدرنش با چاپ کتاب جان مینارد کینز به‌نام نظریه عمومی اشتغال، بهره و پول شروع شد زمانیکه بحران رکود بزرگ شکل گرفت، اقتصاددانان کلاسیک در توضیح چگونگی فروخته‌نشدن کالاها و بیکار ماندن کارگران دچار مشکل شدند. در تئوری کلاسیک قیمت‌ها و دستمزدها آن‌قدر پایین می‌آیند تا بازار تخلیه شود یعنی تمامی کارگران به‌کار گرفته‌شوند و کالاها به فروش برسند. کینز یک تئوری جدید اقتصادی پیشنهاد کرد که توضیح می‌داد چرا احتمالاً بازارها تخلیه نمی‌شوند. این تئوری (در اواخر قرن بیستم میلادی) به مکتب اقتصادی‌ای تکامل یافت که به اقتصاد کینزی معروف است و همچنین به نام کینزینسم و تئوری کینزی شناخته می‌شود.
در تئوری کینز، تئوری مقداری پول رد می‌شود زیرا مردم و کسب و کارها خواستار نگه‌داشتن پول نقد خود در شرایط سخت اقتصادی هستند- پدیده‌ای که کینز به لحاظ ترجیحات نقدینگی توصیف می‌کند. کینز همچنان توضیح می‌دهد که چگونه اثر فزاینده، یک کاهش کوچک در مصرف یا سرمایه‌گذاری را چند برابر می‌کند و باعث زوال در اقتصاد می‌شود.
کینز همچنان اشاره می‌کند که عدم قطعیت کار و انگیزه‌های حیوانی در اقتصاد نقش ایفا می‌کنند.
نسلی که کینز را دنبال می‌کردند، اقتصاد کلان تئوری عمومی را با اقتصاد خرد نئوکلاسیک ادغام کردند تا یک سنتز نئوکلاسیکی ایجاد کنند. در دهه ۱۹۵۰ اکثر اقتصاددانان نظریه سنتز شده اقتصاد کلان را قبول داشتند. اقتصاددانانی مثل پل ساموئلسون، فرانکو مودیلیانی، جیمز توبین و رابرت سولو مدل‌های رسمی کینزی را توسعه دادند و تئوری‌های رسمی مصرف، سرمایه‌گذاری و تقاضا پول را وارد کردند و چارچوب کینزی را رساتر و شفاف‌تر کردند.

### پول‌گرایی
میلتون فریدمن تئوری مقداری پول را بروزرسانی کرد تا شامل نقش تقاضای پول باشد.
او ادعا می‌کرد نقش پول در اقتصاد برای توضیح رکود بزرگ کافی است و دیگر نیازی به توضیحات جهت‌دار تقاضای کل نیست. فریدمن همچنین ادعا می‌کرد که سیاست‌های پولی بسیار مؤثر تر از سیاست‌های مالی هستند. البته فریدمن به توانایی دولت در تنظیم دقیق اقتصاد توسط سیاست‌های پولی شک داشت.
فریدمن معتقد به سیاست رشد پایدار در عرضه پول به جای دخالت‌های مکرر در عرضه پول بود.
فریدمن همچنین رابطه بین بیکاری و تورم را در منحنی فیلیپس به چالش کشید. فریدمن و ادموند فلپس (که پول‌گرا نبود) یک نسخه تکمیل شده از منحنی فیلیپس ارائه دادند که امکان جابجایی پایدار بلند مدت بین تورم و بیکاری را حذف کرده بودند.  زمانی که شوک نفتی در دهه ۱۹۷۰ بیکاری و تورم عظیمی ایجاد کرد فریدمن و فلپس از مدل خود دفاع کردند.
پول‌گرایی مشخصا در اوایل دهه ۱۹۸۰ بسیار تأثیرگذار بود اما زمانی‌که بانک‌های مرکزی هدف قراردادن عرضه پول به جای نرخ بهره را که یکی از توصیه‌های پول‌گرایان بود مشکل دیدند، محبوبیت خود را از دست داد. همچنین در عرصه سیاست نیز پول‌گرایی، زمانی‌که بانک‌های مرکزی برای کاهش تورم دست به ایجاد رکود زدند، محبوبیت خود را از دست داد.

### کلاسیک نو
اقتصاد کلان نیوکلاسیک پس از پایه‌گذاری به‌شدت مکتب کینزی را به چالش کشید. زمانی‌که روبرت لوکاس انتظارات عقلایی را به اقتصاد کلان معرفی کرد، توسعه مرکزی در تفکر نیوکلاسیک ایجاد شد. مقدم بر لوکاس، اقتصاددانان عموماً از انتظارات تطبیقی استفاده می‌کردند بدین معنا که کارگزاران اقتصادی به گذشته نزدیک نگاه می‌کنند و دربارهٔ آینده تصمیم‌گیری می‌کنند. اما در انتظارات عقلایی فرض بر این است که کارگزاران اقتصادی پیچیده‌تر عمل می‌کنند. یک مصرف‌کننده به این علت که میانگین تورم در چند سال گذشته تورم ۲ درصد بوده‌است به‌سادگی تورم را ۲ درصد پیش‌بینی نمی‌کند بلکه به سیاست پولی حال حاضر و وضعیت اقتصادی توجه می‌کند و پیش‌بینی مطلع انجام می‌دهد. زمانی‌که اقتصاددانان نیوکلاسیک انتظارات عقلایی را به مدل‌هایشان اضافه کردند، تأثیر محدود سیاست‌های پولی را به‌خوبی نشان دادند.
همچنین لوکاس انتقادات مؤثری به مدل‌های تجربی کینز وارد کرد. لوکاس مدل‌های پیش‌بینی‌کننده‌ای که براساس روابط تجربی هستند را مورد انتقاد قرار داده و اشاره می‌کند که این‌گونه مدل‌ها نتایج یکسانی تولید می‌کنند حتی به عنوان مدل‌های اساسی‌ای که براساس داده‌های متغیر کار می‌کنند. وی طرفدار مدل‌هایی براساس تئوری‌های بنیادی اقتصادی است که باید علی‌القاعده به صورت ساختاری به عنوان متغیر اقتصادی صحیح و مناسب باشند. براساس مقاله انتقادی لوکاس، اقتصاددانان نیوکلاسیک که توسط ادوارد پرسکات و فینن کیدلند رهبری می‌شدند مدل اقتصاد کلان چرخه واقعی تجاری (RBC) را خلق کردند.
مدل‌های (RBC) با ادغام معادلات بنیادی برگرفته از اقتصاد کلان نئوکلاسیکی خلق شده‌اند. به منظور ایجاد نوسانات در اقتصاد کلان، مدل‌های RBC کسادی و بیکاری را با تغییرات در تکنولوژی، به جای تغییرات در بازارهای کالاها و پول، توضیح می‌دهند. منتقدان مدل‌های RBC استدلال می‌کنند که به وضوح پول نقش مهمی در اقتصاد بازی می‌کند و این ایده که پس‌رفت در تکنولوژی می‌تواند رکود جاری را توضیح دهد، غیر محتمل است. با این حال شوک‌های تکنولوژیکی برجسته تر از بی‌شمار شوک محتملی است که به سیستم وارد می‌شود و می‌تواند مدل شود. علی‌رغم سوال‌هایی که در مورد تئوری‌های پشت مدل‌های RBC مطرح می‌شود آن‌ها به وضوح توانسته‌اند در روش‌شناسی اقتصاد مؤثر باشند.

### پاسخ کینزین‌های نو
اقتصاددانان نیوکینری با تمرکز بر مدل‌های خرد محور در حال توسعه و همچنین تطابق دادن خود با انتظارات عقلایی، اولاً پاسخ مکتب نیوکلاسیک را دادند و ثانیاً از انتقادات لوکاس رهایی یافتند. استنلی فیشر و جان تیلور تلاش‌های اولیه در این زمینه را با نشان دادن مؤثر بودن سیاست‌های مالی حتی در مدل‌هایی با انتظارات عقلایی زمانی که قراردادها به‌علت دستمزد کارگرها قفل شده‌اند، انجام دادند. دیگر اقتصاددانان نیوکینزی مثل اولیور بلنچارد، ژولیو روتنبرگ، گرگ منکیو، دیوید رومر و مایکل وودفورد تلاش‌ها و یافته‌های قبلی را گسترش دادند، همچنین اثبات کردند آن مواردی که دستمزدها و قیمت‌های انعطاف‌ناپذیر منجر به سیاست‌های پولی و مالی می‌شوند، تأثیر واقعی دارند.
همانند مدل‌های کلاسیکی، مدل‌های نیوکلاسیکی نیز اعتقاد دارند، قیمت بایستی به‌طور کامل تنظیم شود و سیاست پولی باید فقط منجر به تغییر قیمت‌ها شود. مدل‌های نیوکینزی منابع قیمت‌ها و دستمزدهای چسبنده را به‌علت رقابت ناقص مورد تحقیق قرار دادند همان‌هایی که در آن‌ها تنظیم قیمت اتفاق نمی‌افتد، بلکه به سیاست پولی اجازه داده می‌شود بر مقدار به جای قیمت اثر بگذارد.
در اواخر دهه ۱۹۹۰ اقتصاددانان به یک توافق سخت دست یافتند. سختی صوری تئوری نیو کینزی‌ها با انتظارات عقلایی و روش‌شناسی RBC ادغام شد و نتیجه آن مدل‌های تعادل عمومی پویای تصادفی (DSGE) شد. ادغام عناصر از مکاتب مختلف سنتز نیوکلاسیکی لقب گرفت. امروزه این مدل‌ها توسط بانک‌های مرکزی به کار گرفته می‌شوند و قسمت اصلی اقتصاد کلان معاصر هستند.
اقتصاد نیوکینزی که برای پاسخ به اقتصاد نیوکلاسیکی توسعه یافت، سعی بر ارائه بنیان اقتصاد خرد به اقتصاد کینزی دارد؛ به این وسیله که نشان دهد چگونه بازارهای ناکامل مدیریت تقاضا را تنظیم می‌کنند.

## یادداشت
1. ↑  O'Sullivan, Arthur; Sheffrin, Steven M. (2003), Economics: Principles in Action, Upper Saddle River, New Jersey 07458: Pearson Prentice Hall, p. 57, ISBN 0-13-063085-3{{citation}}:  نگهداری CS1: موقعیت (link)
2. ↑  Blaug, Mark (1985), Economic theory in retrospect, Cambridge, UK: Cambridge University Press, ISBN 0-521-31644-8
3. ↑  «هدف‌های مهم اقتصاد کلان - ارانیکو». ارانیکو - Eranico. دریافت‌شده در ۲۰۲۰-۰۳-۰۸.
4. ↑  Blanchard (2011), 22.
5. ↑  Dwivedi, 443.
6. ↑  Freeman (2008). http://www.dictionaryofeconomics.com/article?id=pde2008_S000311.
7. ↑  Dwivedi, 444–445.
8. ↑  Dwivedi, 445–446.
9. ↑  Neely, Christopher J. "Okun's Law: Output and Unemployment.
10. ↑  Mankiw 2014, p. 634.
11. 1 2  Healey 2002, p. 12.
12. 1 2  Healey 2002, p. 13.
13. ↑  Healey 2002, p. 14.
14. ↑  Colander 1995, p. 173.
15. 1 2 3 4  Durlauf & Hester 2008.
16. ↑  Peston 2002, p. 386–387.
17. 1 2  Peston 2002, p. 387.
18. ↑  Peston 2002, p. 387–388.
19. ↑  Solow 2002, p. 518–519.
20. ↑  Solow 2002, p. 519.
21. ↑  Blaug 2002, p. 202–203.
22. ↑  Mayer, 495.
23. ↑  "AP Macroeconomics Review".
24. ↑  Dimand (2008).
25. ↑  «مکاتب اقتصادی: مکتب اتریش با بیان ساده و کاربردی». پایگاه اطلاع رسانی صنعت.
26. ↑  Blanchard (2011), 580.
27. ↑  Snowdon, Brian; Vane, Howard R. (2005). Modern Macroeconomics - Its origins, development and current state. Edward Elgar. ISBN 1 84542 208 2.
28. ↑  Blanchard (2011), 581.
29. ↑  Blanchard (2011), 582–583.
30. ↑  Blanchard (2011), 587.
31. ↑  The role of imperfect competition in new Keynesian economics, Chapter 4 of Surfing Economics by Huw Dixon
32. ↑  Blanchard (2011), 590.